# Puccinia baccharidis-multiflorae
Puccinia baccharidis-multiflorae ist eine Ständerpilzart aus der Ordnung der Rostpilze (Pucciniales). Der Pilz ist ein Endoparasit der Korbblütlergattung Baccharis. Symptome des Befalls durch die Art sind Rostflecken und Pusteln auf den Blattoberflächen der Wirtspflanzen. Sie ist in weiten Teilen Süd- und Mittelamerikas verbreitet.

## Merkmale

### Makroskopische Merkmale
Puccinia baccharidis-multiflorae ist mit bloßem Auge nur anhand der auf der Oberfläche des Wirtes hervortretenden Sporenlager zu erkennen. Sie wachsen in Nestern, die als gelbliche bis braune Flecken und Pusteln auf den Blattoberflächen erscheinen.

### Mikroskopische Merkmale
Das Myzel von Puccinia baccharidis-multiflorae wächst wie bei allen Puccinia-Arten interzellulär und bildet Saugfäden, die in das Speichergewebe des Wirtes wachsen. Ihre Spermogonien wachsen in kleinen Gruppen oberseitig auf den Wirtsblättern. Die blattoberseitig wachsenden Aecien der Art sind hell gelbbraun. Die Aeciosporen ähneln den Uredosporen. Die blattunterseitig wachsenden Uredien des Pilzes sind zimtbraun. Ihre goldenen bis zimtbraunen Uredosporen sind 32–38 × 23–27 µm groß, eiförmig und stachelwarzig. Die blattunterseitig wachsenden Telien der Art sind zimtbraun, kompakt und unbedeckt. Die goldbraunen Teliosporen sind zweizellig, in der Regel langellipsoid und 44–52 × 22–27 µm groß. Ihre Stiele sind farblos und bis zu 75 µm lang.

## Verbreitung
Das bekannte Verbreitungsgebiet von Puccinia baccharidis-multiflorae reicht von Südamerika bis ins südliche Mexiko.

## Ökologie
Die Wirtspflanzen von Puccinia baccharidis-multiflorae sind diverse Baccharis-Arten. Der Pilz ernährt sich von den im Speichergewebe der Pflanzen vorhandenen Nährstoffen, seine Sporenlager brechen später durch die Blattoberfläche und setzen Sporen frei. Die Art durchläuft einen Entwicklungszyklus mit Spermogonien, Aecien, Telien und Uredien.